# Mors Syphilitica
Mors Syphilitica é um uma banda gótica de darkwave  formada em 1995 em New York City  por Lisa Hammer (née Houle) e por Eric Hammer após a dissolução de Requiem in White. 
Sua música combina letras frequentemente surreais contando com instrumentos incomuns tais como o mandolin e o banjo, e também a guitarra. Os vocais estilo ópera de Lisa dão a música de Mors Syphilitica uma qualidade distintiva poderosa, arrebatadora. No registro, todos os instrumentos são tocados por Eric que prima pela perfeição da melodia.
Seu primeiro EP, que foi liberado na Sacrum Torch, teve tiragem limitada de 300 cópias, e provou ser um grande sucesso. Suas gravações subseqüentes foram distribuídas primeiramente por Sacrum Tocha, a seguir escolhidas acima por Projekt Records para seu último álbum, o que deu o acesso de Mors Syphilitica a uma audiência muito mais ampla.
A banda não respondeu muitas entrevistas, justificando que sua música falaria melhor que suas explanações a respeito.

## Discografia
- 12-inch vinyl EP, Sacrum Torch, 1996
- Mors Syphilitica, Sacrum Torch, 1996
- Primrose, Sacrum Torch, 1998
- Feather and Fate, Sacrum Torch/Projekt, 2001